# Eve Rades
Eve Rades (* 1987 in Berlin) ist eine deutsche Schauspielerin und Sängerin.

## Leben
Eve Rades begann  mit acht Jahren in der Theatergruppe 38,5 °C diverse Rollen zu verkörpern. Sie war  Mitglied des  Chores „Die Primaner“, der beim 10. Internationalen Chorwettbewerb in Budapest Hauptpreisträger war. 2008 war sie Solistin im Musical Traumgespinste im Cabuwazi-Zelt in Berlin.
Von 2008 bis 2012 studierte sie an der Bayerischen Theaterakademie August Everding in München. Hier war sie im Musical 8x8 und im Ensemble der Leonard-Bernstein-Gala in der Reihe „Suchers Musikalische Leidenschaften“ am Prinzregententheater zu sehen, wo sie auch die Polly Peachum in der Dreigroschenoper verkörperte. Während ihrer Ausbildung wirkte sie beim 60. Jubiläum des Presseclubs München mit und spielte in Kurzfilmen von BR-Alpha.
Sie gastierte unter anderem am Staatstheater am Gärtnerplatz, am Akademietheater München, am Deutschen Theater München, am Theater am Potsdamer Platz, an den Bühnen der Stadt Gera/Altenburg, an der Oper Dortmund (Natalie in Next to normal), Staatstheater Darmstadt (Titelrolle in Evita), in der Arena Nova in Wiener Neustadt, am Staatstheater Cottbus (Eliza Doolittle in My Fair Lady) oder am Theater Nordhausen (Sally Bowles in Cabaret). Am Theater Heilbronn trat sie mehrfach auf. Bei den Thüringer Schlossfestspielen Sondershausen übernahm sie 2019 die Rolle der Maria Magdalena in Jesus Christ Superstar und 2022 Milady de Winter in 3 Musketiere.
Beim Ahrensburg 24-Stunden-Musicals 2.0 wirkte Rades 2015 als Ulrika mit. Von 2016 bis 2020 war sie als Bibi Blocksberg bei den Tourneen Bibi & Tina – Die große Show sowie Bibi & Tina – Das Konzert zu erleben. Zudem trat sie als Gastsängerin in Konzerten auf und war Gastsängerin im Jan Rekeszus Soloprogramm „Im Augenblick“ (2018), bei der Jan Amann Solotour „Wunder geschehn“ (2017/2018) sowie bei der Musical Tenors – older but not wiser-Tour 2018 im Admiralspalast Berlin.

## Rollenrepertoire (Auswahl)
- Rizzo in Grease
- Polly Peachom in Die Dreigroschenoper
- Ilse in Frühlings Erwachen
- Jessy jung in Hinterm Horizont
- Luce Harris in Jekyll & Hyde
- Natalie in Next to normal
- Sally Bowles in Cabaret
- Maria Magdalena in Jesus Christ Superstar
- Born to Be Wild?: Jane Hippins / Rosemarie Bleicher
- Titelrolle in Jane Eyre
- Lucy in Männer
- Milady de Winter in 3 Musketiere
- Tracy Samantha Lord in High Society[1]
- Titelrolle in Evita
- Eliza Doolittle in My fair Lady